# Terricola daghestanicus
Microtus (Terricola) daghestanicus (норик дагестанський) — вид гризунів родини Хом'якові (Cricetidae).

## Поширення
Зустрічається на Північному Кавказі (південь Росії) і Південному Кавказі (Грузія) на південь через південну Вірменію і Азербайджан до північного сходу Туреччини. Вид також, можливо, мешкає на північному заході Ірану. населяє альпійські луки близько 2000 м. У Туреччині, висота коливається від 2,200-2,600 м.

## Загрози та охорона
Немає серйозних загроз для цього виду. Зустрічається в багатьох природоохоронних територіях.

## Ресурси Інтернету
- Kryštufek, B., Bukhnikashvili, A. & Shenbrot, G. 2008. Microtus daghestanicus [Архівовано 12 жовтня 2012 у Wayback Machine.]

| Панда | Це незавершена стаття з теріології. Ви можете допомогти проєкту, виправивши або дописавши її. |